# دحداح الغدران
دِحْدَاح الغُدْرَان نوع من الدحداح من فصيلة النرجسية.